# Puri (potrawa)

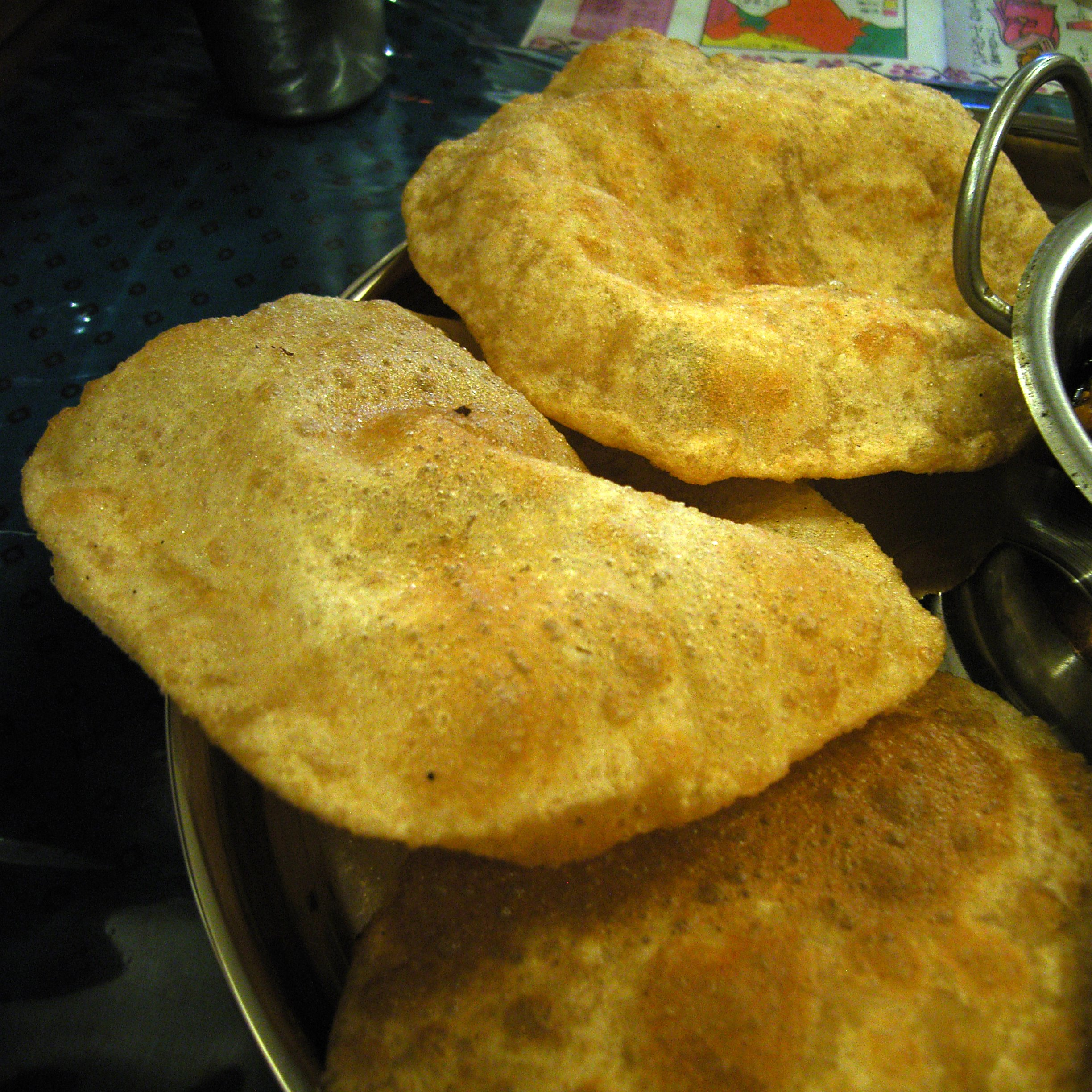
Puri

Puri – rodzaj przaśnego chleba, spotykanego przede wszystkim w północnych Indiach, ale również w Pakistanie, Bangladeszu i w Sri Lance. Kulki ciasta sporządzone z mąki pszennej i wody, posmarowane ghee smaży się na głębokim oleju, gdzie pęcznieją.